# Wabaskang Lake
Wabaskang Lake är en sjö i Kanada.   Den ligger i Kenora District och provinsen Ontario, i den sydöstra delen av landet, 1 400 km väster om huvudstaden Ottawa. Wabaskang Lake ligger 349 meter över havet. Arean är 0,12 kvadratkilometer. Den sträcker sig 0,5 kilometer i nord-sydlig riktning, och 0,8 kilometer i öst-västlig riktning.
I omgivningarna runt Wabaskang Lake växer i huvudsak blandskog. Trakten runt Wabaskang Lake är nära nog obefolkad, med mindre än två invånare per kvadratkilometer.